# Antsokiyana Gemza
Antsokiyana Gemza är ett distrikt i Etiopien.   Det ligger i regionen Amhara, i den centrala delen av landet, 220 km nordost om huvudstaden Addis Abeba.